# Dic-dic de Piacentini
El dic-dic de Piacentini (Madoqua piacentinii) és un petit antílop que viu principalment a la regió de la Banya d'Àfrica, principalment a la part costanera de Somàlia. Els adults mesuren fins a 50 cm de llarg i pesen fins a 3 kg. Aquest animal té el cap parcialment gris-argentat i parcialment vermell marronós, una cua de 3–4 cm de llarg i les orelles i les potes més fosques. Es creu que la seva població està en declivi.